# Saël Kumbedi
Saël Kumbedi Nseke (Stains, 26 maart 2005) is een Frans-Congolees voetballer die doorgaans speelt als rechtsback. In augustus 2022 verruilde hij Le Havre voor Olympique Lyon.

## Clubcarrière
Kumbedi speelde in de jeugdopleiding van Paris Saint-Germain. Deze verliet hij in 2018, waarna hij een jaar actief was voor CC Taverny. Medio 2019 nam Le Havre hem op in de opleiding. Zijn debuut in het eerste elftal maakte hij op 13 november 2021, toen in de Coupe de France met 0–2 gewonnen werd van Vierzon door doelpunten van Nabil Alioui en Pape Ibnou Ba. Kumbedi mocht die dag van coach Paul Le Guen in de basisopstelling starten en hij speelde het gehele duel mee. Later dat seizoen speelde hij nog twee competitiewedstrijden.
Aan het begin van de jaargang 2022/23 speelde Kumbedi vier duels, maar in de slotfase van de transferperiode verkaste hij naar Olympique Lyon. Die club betaalde circa één miljoen euro voor zijn overgang en hij tekende een contract voor drie seizoenen. Aan het einde van zijn eerste seizoen bij Lyon, waarin hij twintig wedstrijden in de Ligue 1 speelde, werd deze verbintenis opengebroken en met twee seizoenen verlengd.

## Clubstatistieken
| Seizoen | Club           | Competitie | Competitie | Competitie | Beker | Beker | Internationaal | Internationaal | Totaal | Totaal |
| Seizoen | Club           | Competitie | Wed.       | Dlp.       | Wed.  | Dlp.  | Wed.           | Dlp.           | Wed.   | Dlp.   |
| ------- | -------------- | ---------- | ---------- | ---------- | ----- | ----- | -------------- | -------------- | ------ | ------ |
| 2021/22 | Le Havre       | Ligue 2    | 2          | 0          | 1     | 0     | —              | —              | 3      | 0      |
| 2022/23 | Le Havre       | Ligue 2    | 4          | 0          | 0     | 0     | —              | —              | 4      | 0      |
| 2022/23 | Olympique Lyon | Ligue 1    | 20         | 0          | 3     | 0     | —              | —              | 23     | 0      |
| 2023/24 | Olympique Lyon | Ligue 1    | 17         | 0          | 2     | 0     | —              | —              | 19     | 0      |
| 2024/25 | Olympique Lyon | Ligue 1    | 3          | 0          | 0     | 0     | —              | —              | 3      | 0      |
| Totaal  | Totaal         | Totaal     | 46         | 0          | 6     | 0     | 0              | 0              | 52     | 0      |

Bijgewerkt op 21 december 2024.